# Samuel Griswold Goodrich

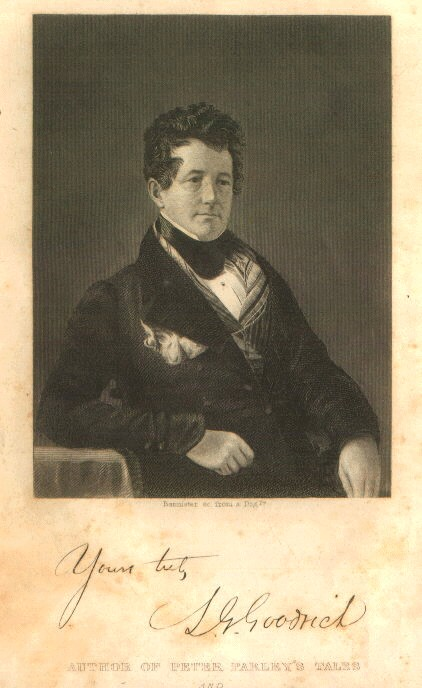
Samuel Griswold Goodrich.

Samuel Griswold Goodrich, född den 19 augusti 1793 i Ridgefield, Connecticut, död den 9 maj 1860, var en nordamerikansk författare, känd under pseudonymen Peter Parley.
Goodrich, som, efter att ha varit aktiv i delstatspolitiken i Massachusetts, 1851-1853 beklädde konsulsposten i Paris, utgav bland annat en spridd ungdomsläsning, "Peter Parley Series of Juvenile Books" (177 band), och sina memoarer, Recollections of a Lifetime (2 band, 1857). Hans självbiografi utgavs 1862.